# 三井住友VISA太平洋マスターズ
三井住友VISA太平洋マスターズ（みついすみともビザたいへいようマスターズ）は、日本ゴルフツアー機構公認によるゴルフトーナメントの一つである。三井住友カード、太平洋クラブ（2011年で一時撤退後、2016年に復帰）、TBSテレビが主催、VJA、三井住友フィナンシャルグループが特別協賛する。

## 概要
毎年11月第2週に、静岡県御殿場市にある太平洋クラブ御殿場コースを舞台に開かれている。ただし2001年は同地でWGCワールドカップ開催のため9月に開催された。
太平洋クラブ単独主催時代は「太平洋クラブマスターズ」（1972年～1978年、1981年～1985年）、東芝がスポンサーとなり「東芝太平洋マスターズ」（1979年、1980年）、VISAが主催に加わり「VISA太平洋クラブマスターズ」（1986年～1992年）→「住友VISA太平洋マスターズ」（1993年～2000年）と幾度も大会名が変更されていたが2001年大会より現大会名となる。

なお、三井住友カードと太平洋クラブとは、旧住友銀行の関係により遠縁である。
過去の大会では、1974年、1975年にアメリカのジーン・リトラーが大会初の連覇を達成したあと、1979年と1980年に鈴木規夫が史上2人目、日本人初の連覇を達成。1989年と1990年にスペインのホセ・マリア・オラサバルが3人目の連覇を達成したあと、1996年から1998年にかけてイングランドのリー・ウエストウッドが史上初の大会3連覇を達成したことがある。2000年、2001年には伊沢利光が史上5人目、日本人2人目の連覇を達成し、2005年には北アイルランドのダレン・クラークが史上6人目の連覇を達成した。
2021年現在、賞金総額1億5000万円、優勝賞金3000万円。ただし2020年は新型コロナの影響で賞金額が40%削減された。優勝者には副賞としてBMWが贈呈されるが、アマチュア選手が優勝した場合は大会規定に基づき、賞金・賞品は贈呈されず、プロの最上位者に贈呈される。なお、ホールインワン300万円はプロ・アマ関係なしに贈呈される。
ちょうどこの時期は欧米ツアーは実質オフシーズンであり、これまで多くの名選手が出場してきたが、近年は同週にアラブ首長国連邦・ドバイで開催される欧州PGAツアーの「AVIVドバイ選手権」にトップ選手が多く出場する傾向がある。2008年については有力招待選手はトレバー・イメルマンと今田竜二の2名にとどまり、こうした上述の傾向に歯止めをかけることができなかった。
2012年1月に主催者の一つである太平洋クラブが民事再生法を申請して再生手続きに入ったことからスポンサー・会場の変更を含め、大会が実施されるかどうか懸念されていたが、名称と会場はそのままながら、太平洋クラブが主催から撤退する以外は予定通り開催された。なお太平洋クラブは2016年に主催者に復帰した。
2022年度は50回記念大会として、来場者は全日入場無料となり、御殿場駅からは記念ラッピングが施された専用のギャラリー送迎バスも運行された
。
2023年度は23,569人が来場。2022年度に続き、2年連続で国内男子ツアー来場者数No.1の大会となった。（出典：一般社団法人日本ゴルフトーナメント振興協会）

## 大会歴代優勝者
| 開催年 | 開催回       | 優勝者名                   | 優勝スコア   | 2位との差    | 2位（タイ）                                          |              |
| ------ | ------------ | -------------------------- | ------------ | ------------ | ---------------------------------------------------- | ------------ |
| 1972年 | 第1回        | ゲイ・ブリューワー         | 276 (−8)     | プレーオフ   | デビッド・グラハム                                   |              |
| 1973年 | 第2回        | 尾崎将司                   | 278 (−6)     | プレーオフ   | バート・ヤンシー                                     |              |
| 1974年 | 第3回        | ジーン・リトラー           | 279 (−5)     | 5打差        | バート・ヤンシー                                     |              |
| 1975年 | 第4回        | ジーン・リトラー           | 278 (−6)     |              | 不明の旗                                             |              |
| 1976年 | 第5回        | ジェリー・ペイト           | 279 (−5)     | 2打差        | 青木功                                               |              |
| 1977年 | 第6回        | ビル・ロジャース（英語版） | 275 (−9)     |              | 不明の旗                                             |              |
| 1978年 | 第7回        | ギル・モーガン             | 273 (−11)    | 3打差        | ジェリー・ペイト                                     |              |
| 1979年 | 第8回        | 鈴木規夫                   | 280 (−8)     |              | 不明の旗                                             |              |
| 1980年 | 第9回        | 鈴木規夫                   | 282 (−6)     | プレーオフ   | 尾崎将司                                             |              |
| 1981年 | 第10回       | ダニー・エドワーズ         | 276 (−12)    |              | 不明の旗                                             |              |
| 1982年 | 第11回       | スコット・ホーク           | 278 (−10)    | 3打差        | 倉本昌弘                                             |              |
| 1983年 | 大会開催なし | 大会開催なし               | 大会開催なし | 大会開催なし | 大会開催なし                                         | 大会開催なし |
| 1984年 | 第12回       | 前田新作                   |              |              | 不明の旗                                             |              |
| 1985年 | 第13回       | 中嶋常幸                   | 280 (−8)     | プレーオフ   | デビッド・グラハム                                   |              |
| 1986年 | 第14回       | 船渡川育宏                 | 274 (−14)    | 2打差        | ラリー・ネルソン                                     |              |
| 1987年 | 第15回       | グラハム・マーシュ         | 276 (−12)    | 1打差        | トム・ワトソン                                       |              |
| 1988年 | 第16回       | セベ・バレステロス         | 281 (−7)     | 3打差        | 船渡川育宏                                           |              |
| 1989年 | 第17回       | ホセ・マリア・オラサバル   | 203 (-13)*   | 3打差        | 青木功 尾崎直道                                      |              |
| 1990年 | 第18回       | ホセ・マリア・オラサバル   | 270 (−18)    | 5打差        | 尾崎将司 ベルンハルト・ランガー                      |              |
| 1991年 | 第19回       | ロジャー・マッカイ         | 272 (−16)    | 2打差        | 金子柱憲                                             |              |
| 1992年 | 第20回       | 尾崎将司                   | 276 (−12)    | 1打差        | 渡辺司 ベルンハルト・ランガー 倉本昌弘               |              |
| 1993年 | 第21回       | グレグ・ノーマン           | 272 (−16)    | 1打差        | 水巻善典                                             |              |
| 1994年 | 第22回       | 尾崎将司                   | 270 (−18)    | 5打差        | ボブ・エステス                                       |              |
| 1995年 | 第23回       | 東聡                       | 274 (−14)    | 4打差        | 丸山茂樹                                             |              |
| 1996年 | 第24回       | リー・ウエストウッド       | 206 (-10)*   | プレーオフ   | コスタンティノ・ロッカ ジェフ・スルーマン            |              |
| 1997年 | 第25回       | リー・ウエストウッド       | 272 (−16)    | 1打差        | 尾崎直道 尾崎将司                                    |              |
| 1998年 | 第26回       | リー・ウエストウッド       | 275 (−13)    | 2打差        | 尾崎将司                                             |              |
| 1999年 | 第27回       | 宮瀬博文                   | 274 (−14)    | プレーオフ   | 川岸良兼 ダレン・クラーク                            |              |
| 2000年 | 第28回       | 伊沢利光                   | 274 (−14)    | 1打差        | 深堀圭一郎                                           |              |
| 2001年 | 第29回       | 伊沢利光                   | 270 (−18)    | 2打差        | 宮里優作（当時アマチュア） 野仲茂                    |              |
| 2002年 | 第30回       | 中嶋常幸                   | 272 (−16)    | 1打差        | 田中秀道                                             |              |
| 2003年 | 第31回       | 室田淳                     | 272 (−16)    | 6打差        | ベン・カーティス 金鍾徳（キム・ジョンドク） 藤田寛之 |              |
| 2004年 | 第32回       | ダレン・クラーク           | 266 (−22)    | 6打差        | 川原希 リー・ウエストウッド                          |              |
| 2005年 | 第33回       | ダレン・クラーク           | 270 (−18)    | 2打差        | 立山光広                                             |              |
| 2006年 | 第34回       | 中嶋常幸                   | 275 (-13)    | 1打差        | 谷口徹                                               |              |
| 2007年 | 第35回       | ブレンダン・ジョーンズ     | 274 (−14)    | 1打差        | 谷口徹                                               |              |
| 2008年 | 第36回       | 片山晋呉                   | 272 (−16)    | プレーオフ   | 今野康晴                                             |              |
| 2009年 | 第37回       | 今野康晴                   | 275 (−13)    | 2打差        | ハン・リー 久保谷健一                                |              |
| 2010年 | 第38回       | 石川遼                     | 274 (−14)    | 2打差        | ブレンダン・ジョーンズ                               |              |
| 2011年 | 第39回       | 松山英樹（当時アマチュア） | 203 (-13)*   | 2打差        | 谷口徹                                               |              |
| 2012年 | 第40回       | 石川遼 (2)                 | 273 (−15)    | 1打差        | 松村道央                                             |              |
| 2013年 | 第41回       | 谷原秀人                   | 275 (−13)    | 1打差        | 石川遼 川村昌弘 近藤智弘                             |              |
| 2014年 | 第42回       | デービッド・オー           | 276 (-12)    | 1打差        | 武藤俊憲                                             |              |
| 2015年 | 第43回       | 片山晋呉 (2)               | 202 (-14)*   | 1打差        | タンヤゴーン・クロンパ                               |              |
| 2016年 | 第44回       | 松山英樹 (2)               | 265 (−23)    | 7打差        | 宋永漢（ソン・ヨンハン）                             |              |
| 2017年 | 第45回       | 小平智                     | 270 （-18）  | 3打差        | 宮里優作                                             |              |
| 2018年 | 第46回       | 額賀辰徳                   | 201 （-9）*  | 2打差        | キム・スンヒョグ                                     |              |
| 2019年 | 第47回       | 金谷拓実（当時アマチュア） | 267 （-13）  | 1打差        | ショーン・ノリス                                     |              |
| 2020年 | 第48回       | 香妻陣一朗                 | 272（–8）    | 1打差        | 木下稜介                                             |              |
| 2021年 | 第49回       | 谷原秀人 (2)               | 274（–6）    | 1打差        | 金谷拓実                                             |              |
| 2022年 | 第50回       | 石川遼 (3)                 | 272（–8）    | Playoff      | 星野陸也                                             |              |
| 2023年 | 第51回       | 今平周吾                   | 268 (ｰ12)    | 1打差        | 吉田泰基                                             |              |
| 2024年 | 第52回       | 石川遼 (4)                 | 269 (ｰ11)    | 1打差        | 谷原秀人 河本力                                      |              |

*天候不良の影響などで54ホール短縮

## テレビ中継
テレビ中継は、大会を主催するTBSの製作で、3日目・最終日をTBS系列28局ネットで放送する（3日目は生中継、最終日は中継録画）。過去には、大会2日目をTBSローカルで放送した年もある。2022年の50回記念大会のコメンタリー陣は以下の通り。
- 解説 : 中嶋常幸
- ラウンド解説 : 加瀬秀樹
- 実況 : 小笠原亘
- ラウンドリポーター : 清原正博
- インタビューアー : 佐藤文康

またBSデジタル放送のBS-TBSでも2日目から（年によって初日から）中継を行うほか、2011年からはCS放送のTBSチャンネルで、予選ラウンドの中継も行っている。2022年大会のコメンタリー陣は以下の通り。

初日・2日目
- 解説 : 加瀬秀樹
- 実況 : 佐藤文康

3日目・最終日
- 解説 : 宮瀬博文
- 実況 : 伊藤隆佑

更に、本選の前日に行われるプロ・アマトーナメントを、TBSと静岡放送（開催地地元局）にて放送する。
2010年には、ゴルフネットワーク「LIVEスペシャル（現在はとことん1番ホール生中継）」が放送された。

## 住友VISA太平洋クラブレディース
この男子の大会と同様に、三井住友カード（VISAジャパン協会）・太平洋クラブ・東京放送の主催により日本女子プロゴルフ協会公認の女子プロゴルフトーナメントも1998年から開催された。男子の大会とは異なり、会場を固定せずに行われていたがわずか3回開催されただけで2000年をもって打ち切りとなった。2000年実績、賞金総額6000万円、優勝賞金1080万円。
本大会終了後の2001年は太平洋クラブ単独で大会名を『太平洋クラブレディースレーベンカップ』に変更して開催したが、その年限りで終了している。

### 歴代優勝者・開催コース
| 開催年 | 優勝者名   | スコア | 開催地 | 開催コース                           | 備考                           |
| ------ | ---------- | ------ | ------ | ------------------------------------ | ------------------------------ |
| 1998年 | 中野晶     | -8     | 静岡県 | 太平洋クラブ御殿場ウエストコース     |                                |
| 1999年 | 安井純子   | -6     | 千葉県 | ラ・ヴィスタゴルフリゾート           |                                |
| 2000年 | 島袋美幸   | -9     | 静岡県 | 太平洋クラブ御殿場ウエストコース     | 山田かよとのプレーオフを制す。 |
| 2001年 | 肥後かおり | -12    | 茨城県 | 太平洋アソシエイツシャーウッドコース |                                |